# T-Mobile Polska
T-Mobile Polska S.A. é uma operadora de rede de telefonia móvel polonesa. A empresa anteriormente chamava-se Polska Telefonia Cyfrowa e operava sob o nome de Era, até ser rebrandeada como T-Mobile em 5 de junho de 2011. Assim como em outros países europeus, a empresa opera uma rede GSM (2G, 4G LTE e 5G NR). Após uma disputa de propriedade de uma década com a corporação francesa Vivendi, a empresa é totalmente detida pelo provedor alemão de telecomunicações Deutsche Telekom desde 2010.

## História

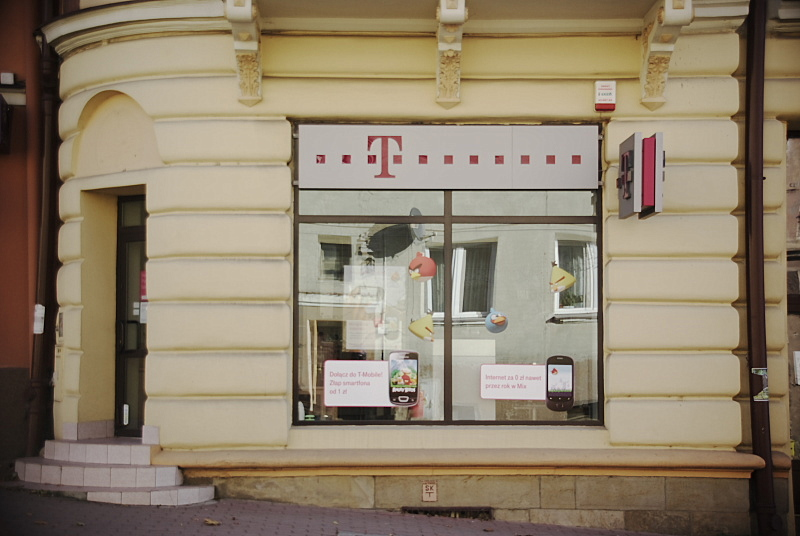
Loja T-Mobile Polska em Sanok, novembro de 2011.

A Polska Telefonia Cyfrowa foi fundada como uma empresa em dezembro de 1995 e, em 26 de fevereiro de 1996, obteve uma licença para fornecer serviços de telecomunicações, paging número 602, e permissão para construir uma rede de comunicação móvel de rádio de acordo com o padrão GSM na banda de 900 MHz, que mais tarde foi estendida para GSM 1800 MHz. As primeiras estações base de teste (não comerciais) foram lançadas durante a Feira Internacional de Comércio em junho de 1996 e algumas estações base em Varsóvia. O lançamento comercial da rede ocorreu em 16 de setembro de 1996.
No final de 2004, a Era tinha mais de 8,6 milhões de clientes e era a maior operadora de telefonia móvel da Europa Central, e até o final de junho de 2011 tinha 13,2 milhões de assinantes, ficando em terceiro lugar no mercado com 30% de participação de mercado. A Era era um dos nomes de marca domésticos mais reconhecíveis da Polônia, em parte porque a empresa empreendeu uma campanha publicitária agressiva que tornou os outdoors da Era, eventos patrocinados e outros comerciais onipresentes na Polônia. No final de 2005, a Era se tornou a primeira operadora de telefonia móvel na Polônia (e a oitava na Europa) a ter 10 milhões de clientes. A assinatura do cliente de número 10.000.000 foi celebrada com um concerto de Van Morrison em Varsóvia. A Era foi a primeira operadora no país a lançar um serviço de HSDPA em outubro de 2006.
A T-Mobile Polska encerrou sua rede 3G UMTS em abril de 2023.

## Serviços

### Tak Tak
O serviço de telefone móvel pré-pago da empresa antes era chamado de Tak Tak, e agora é chamado de T-Mobile na kartę.

### Heyah
A Heyah é uma marca flanker de telefone móvel pré-pago oferecida pela T-Mobile Polska. A marca foi introduzida em 2004 como uma oferta voltada para jovens da T-Mobile Polska, mas não fazia referência à T-Mobile ou à Era em sua marca. Embora tenha sido comercializada principalmente para jovens, teve um efeito substancial no mercado de telefonia móvel polonês com seus preços significativamente mais baixos e faturamento por segundo. Dentro de um mês após o lançamento, atraiu mais de um milhão de usuários.
Em 2020, uma série de anúncios criptografados foram exibidos na TV. Eles apresentavam comerciais regulares de produtos, que apresentavam falhas para mostrar 5 letras (4 das quais foram censuradas), que mostravam um link para um site chamado "wieszcorobić.pl". Mais tarde seria revelado que as 5 letras soletravam "Heyah". A empresa mudaria o nome para Heyah_01.
Por volta de 2022, a Heyah mudou seu mercado-alvo para a minoria ucraniana na Polônia.

### tuBiedronka
tuBiedronka é uma marca de telefone móvel pré-pago oferecida pela T-Mobile Polska em cooperação com a cadeia de supermercados de desconto polonesa Biedronka. O serviço foi lançado em 19 de janeiro de 2009.

### My Wallet
Em outubro de 2012, a empresa lançou um serviço comercial de carteira digital NFC na Polônia chamado "MyWallet". Os serviços do MyWallet incluem pagamento NFC de dois cartões de crédito Mastercard e um cartão de cobrança de tarifa de trânsito MIFARE.

### Red Bull Mobile
Em 2023, a filial polonesa da Red Bull Mobile mudou de uma oferta pré-paga focada na juventude na Play para uma oferta híbrida pós-paga baseada em aplicativo, também focada na juventude, na T-Mobile Polska.

## Marketing
A Era assinou um contrato de patrocínio de dois anos com a Liga Polonesa de Basquetebol nas temporadas 2003–2005 como Era Basket Liga.
A T-Mobile assinou um contrato de patrocínio de dois anos em junho de 2011 com a Ekstraklasa liga de futebol, a liga de primeiro nível do futebol polonês. Seu nome oficial na época era T-Mobile Ekstraklasa. A empresa propôs promover o uso de novas tecnologias dentro do jogo, bem como oferecer aos fãs de futebol polonês uma série de ofertas promocionais. Em 2017, a liga foi renomeada para Lotto Ekstraklasa para fins de patrocínio, com o acordo relatado como valendo 7,2 milhões de dólares anualmente.
Em janeiro de 2013, a T-Mobile Polska iniciou uma campanha de marketing envolvendo a figura de Vladimir Lenin, que foi o líder da Rússia Soviética durante a Guerra Polaco-Soviética (1919–1920). A campanha tinha como objetivo promover a marca Heyah. Os anúncios de TV e outdoors resultaram em um debate sobre ética empresarial. A campanha foi vista como antiética. Houve até suspeitas de que a empresa utilizasse outra figura controversa - Adolf Hitler - em uma campanha futura. Finalmente, sob pressão da opinião pública e de uma ação de protesto Heyah Hitler, a campanha foi abortada.